# Mesías Maiguashca
Mesías Maiguashca (Quito, 24 dicembre 1938) è un compositore ecuadoriano.
Ha collaborato negli anni settanta con Karlheinz Stockhausen per la realizzazione di diverse opere elettroniche del maestro tedesco, tra cui il primo studio elettronico del 1971.
La sua musica è spesso associata alla cosiddetta musica spettrale, e più in generale alla musica elettronica colta.
Insieme a compositori quali Peter Eötvös, Johannes Fritsch, Claude Vivier, Clarence Barlow, Rolf Gehlhaar, e altri, ha fatto parte del Feedback Studio di Colonia.
Lo stile musicale di Maiguashca è profondamente influenzato dall'utilizzo delle tecniche in modulazione di frequenza, come testimoniano i due brani descritti nel saggio di Julian Anderson, ovvero FMelodies e Monodías e Interludios.

## Discografia
La discografia di Mesias Maiguashca è riportata in dettaglio nella pagina web del compositore. Diverse opere sono state pubblicate dalla Producciones Mañana, un'etichetta privata dedicata alla documentazione audio e vido delle opere del compitore. Si riportano in questa sezione i titoli più significativi.
- Computer Music Currents 5 (Wergo 20252):

Mesias Maiguashca, Fmelodies II and works bt
J. Harvey, G. Loy, Kaija Saariaho, D. Smalley
- Reading Castañeda (Wergo 20532):

Mesias Maiguashca:
The Spirit Catcher, The Tonal, Sacatecas Dance, The Wings of Perception II, El Oro, The Nagual.
- FEEDBACK STUDIO KÖLN CD 2:

Mesias Maiguashca, Übungen for violin & Shynth. Other works by D. Johnson,
K. Barlow, S. Foretic, P. Eötvös y John McGuire.
K.O. Studio Freiburg
- ORGEL MUSIK UNSERER ZEIT IV:

Z. Szathmáry spielt Werke from Mesias Maiguashca (Nemos Orgel)
und W. Michel, Z. S zathmáry, H. Otte, C. Lefebvre.
- SurPlus Contemporáneos:

Published by Sumak, Música académica ecuatoriana del Siglo XX
Mesias Maiguashca, La Noche Cíclica and works by
J. Campoverde, P. Freire, A. Rodas, L. Enríquez, E. Flores & M. Estévez.
CCEN del Azuay

## Riferimenti
- Anderson, Julian. 2000. "Un provvisorio storia della musica spettrale". Recensione Musica Contemporanea 19, n. 2 ("La musica spettrale: Storia e Tecniche): 7-22.
- Béhague, Gerard. 2001. "Maiguashca, Messia." Il nuovo dizionario del boschetto di musica e musicisti, seconda edizione, curata da Stanley Sadie e John Tyrrell. London: Macmillan Publishers; New York: Dizionari del boschetto di musica.
- Beimel, Thomas. Ich bin. Wir sind. Ich Kehre zurück. Il compositore Messia Maiguashca. Musiktexte 120, Colonia, febbraio 2009
- Enciclopedia della musica ecuadoriana. Musicological Corporation ecuadoriano (CONMUSICA). Editor, Pablo Guerrero Gutierrez. Quito, 2003.
- Fürst-Heidtmann, Monika. 1993. "Maiguashca Messia". in Komponisten der Gegenwart: Loseblatt-Lexikon-Nachlieferung 3 a cura di Hanns-Werner Heister e Walter-Wolfgang Sparrer. Monaco di Baviera: Edition Text + Kritik.
- Kostakeva, Maria. 2001. "Die Welt wandelnde Zeitkristalle oder die?" Die Feinde geheime "von Maiguashca Messia. Musiktheater nach der Erzählung" Das Wunder "von JL Borges." In Das audiovisuellen Musiktheater in den Medien: "... gewordene ersichtlich Taten der Musik", ed. Peter Csobádi, Gernot Gruber, e Jürgen Kühnel, 526-34. Anif / Salisburgo:. Mueller-Speiser ISBN 3-85145-074-4
- Messia itinerario Maiguashca nell'Opus Magazine, n ° 12, Banca Centrale dell'Ecuador, Maggio 1987.
- Steven Montague. 1991. "Messiah Maiguashca". Musica Contemporanea Review 6, n. 1 (Nuovi strumenti per l'esecuzione di musica elettronica / Elettronica dal vivo): 197-203.
- Müller, Hermann-Christoph. 1999. "Schlafende Schönheit: Musiktheaterstücke von Furukawa, Viñao Maiguashca und im ZKM Karlsruhe." Musiktexte: Neue Zeitschrift für Musik. no. 80 (agosto): 33-37.
- Solare, Juan Maria . "La lettura Maiguashca" [über das Werk "Reading Castaneda" von Messia Maiguashca]. Note di programma (6000 parole) per il concerto presso il Centro per la Promozione della Musica Contemporanea, Madrid, 20 / Mar / 2006.
- Stockhausen, Karlheinz . 1971 Texte zur Musik 3 (1963-1970). A cura di Dieter Schnebel. Colonia: Verlag M. DuMont Schauberg.